# Wilmar Palis
Wilmar Palis, (Uberaba, 7 de junho de 1928) é um engenheiro civil e político brasileiro, outrora deputado federal pelo Rio de Janeiro.

## Dados biográficos
Filho de Jacob Palis e Sames Palis. Engenheiro civil formado pela Universidade Federal do Rio de Janeiro em 1952, iniciou sua vida pública no estado da Guanabara, iniciou sua carreira pública como administrador regional da Região Administrativa do Méier. Eleito deputado estadual pela ARENA carioca em 1970 e 1974, reelegeu-se pelo Rio de Janeiro em 1978. Eleito deputado federal pelo PDS em 1982, contrariou a orientação de seu partido ao votar a favor da Emenda Dante de Oliveira em 1984 e em Tancredo Neves no Colégio Eleitoral em 1985. Após mudar para o PDT, foi derrotado ao buscar a reeleição em 1986. Eleito vereador na cidade do Rio de Janeiro em 1988, ingressou depois no PRN e PPR, sendo derrotado como candidato a deputado estadual em 1994.